# Psicotrónica
La psicotrónica es el término bajo el que se agrupan algunas de las técnicas utilizadas en la parapsicología para interpretar algunos fenómenos paranormales de acuerdo con las teorías del bioelectromagnetismo. Se basa en la utilización de un tipo de energía que se produce supuestamente por la interacción de energías psíquicas y atómicas. Las primeras provenientes del psiquismo de los seres vivos y las segundas del bioplasma o campo estructurados de las formas.
En la actualidad el término es usado principalmente por grupos teosóficos y de aficionados a las ciencias ocultas y el esoterismo.

## Historia
Los comienzos teóricos de la investigación psicotrónica se remontan a finales del siglo XIX.[cita requerida]
Paralelamente a lo que en Europa se denominó metapsíquica, varios investigadores checoslovacos comenzaron a experimentar con percepción extrasensorial, psicoquinesia y otros fenómenos similares.
La palabra «psicotrónica» habría sido usada por primera vez con su acepción moderna por el parapsicólogo francés Fernan Clerc en 1955, quien la definió asimilándola al fenómeno de la telepatía y la telequinesia, como «les phénomènes dans lesquels l’énergie est dégagée par le processus de la pensée ou par la pulsion de la volonté humaine» (los fenómenos en que la energía se libera en el proceso de pensamiento o por el impulso de la voluntad humana).
Entre 1967 y 1968 se organizó en Praga un grupo de parapsicólogos que popularizarían el uso de la palabra "psicotrónica" como sinónimo de parapsicología en los países del Este de Europa, bajo la dirección de Zdeněk Rejdák y Jaroslav Stuchlik entre otros.
En 1973 se realizó en la misma ciudad un Congreso de Psicotrónica, en el que se constituyó una sociedad de investigación psicotrónica.
En esta sociedad la psicotrónica fue definida como «la ciencia que, de manera interdisciplinar, estudia las áreas de interacción entre los individuos y su medio interno y externo así como los procesos energéticos relacionados. La psicotrónica considera que la materia, la energía y la conciencia están ligadas entre ellas. El estudio de esta interconexión contribuye a una nueva comprensión de las capacidades energéticas del ser humano, de los procesos vitales así como de la materia en su sentido más amplio».En ese mismo congreso, el inventor checo Robert Pavlita exhibió su primer generador psicotrónico, diseñado para almacenar y aplicar energía biológica.
Un supuesto estudio realizado durante la Guerra Fría por el ejército estadounidense sobre los «factores que pueden influenciar la vitalidad y actuación de los artilleros», define a la psicotrónica como la proyección o transmisión de energía mediante disciplina y control mental individual o colectivo, o bien a través de un dispositivo emisor, una especie de perturbador mental. El informe añade que «la URSS parece haber hecho logros significativos en el desarrollo de armas psicotrónicas que pueden afectar seriamente la capacidad combativa».
En los años ochenta, tras la aparición de la película The psychotronic man y del fancine Psychotronic Video, el término empezó a ser utilizado en Occidente también como sinónimo de película de serie B.

## Descripción
La unidad de energía considerada es el «psicotrón», inspirado en el concepto dual de Louis de Broglie con respecto al electrón, el que según el científico tiene existencia dual: como onda y como partícula. Pasa a ser un concepto triádico representativo de las interacciones de la mente con el cuerpo y la energía que éste produce. Para la psicotrónica, la mente, la conciencia y la energía están interligadas y se interfieren mutuamente.
Esta energía teórica microcósmica no ha sido definida claramente, pero algunos autores vinculados al esoterismo han realizado diversas propuestas.
El desarrollo de la psicotrónica se fundamentaría en el positrón como partícula contraria al electrón al tener carga positiva. Pares de electrones y positrones pueden ser creados espontáneamente por un fotón.